# 高锰酸钠
高锰酸钠是一种无机化合物，化学式为NaMnO4。

## 性质
高锰酸钠是一种红紫色晶体或粉末，不易得到无水物。易溶于水、乙醇和乙醚，溶于液氨。氧化性较强。易潮解，因此应用不如高锰酸钾广泛。在碱中以及加热至170°C以上时分解。
{\displaystyle {\rm {2NaMnO_{4}{\xrightarrow {\triangle }}Na_{2}MnO_{4}+MnO_{2}+O_{2}\uparrow }}}

## 制备
软锰矿粉在高温和空气存在下碱熔焙烧，得到锰酸钠，然后用水或母液溶浸后，在93～95°C通入氯气氧化，至pH为6.5～6.8为止，得高锰酸钠溶液，再经蒸发浓缩、结晶、离心分离，得高锰酸钠成品。
{\displaystyle {\rm {\ 4NaOH+MnO_{2}+O_{2}\rightarrow 2Na_{2}MnO_{4}+2H_{2}O}}}
{\displaystyle {\rm {\ 2Na_{2}MnO_{4}+Cl_{2}\rightarrow 2NaMnO_{4}+2NaCl}}}
{\displaystyle {\rm {\ Na_{2}MnO_{4}+2Cl_{2}+4NaOH+MnO_{2}\rightarrow 2NaMnO_{4}+4NaCl}}}{\displaystyle {\rm {\ +2H_{2}O}}}

## 用途
用作氧化剂、消毒剂、杀菌剂以及吗啡和磷的解毒剂等。可作高锰酸钾的代用品，用于甲苯法制糖精时的氧化剂、邻甲苯磺酰胺的精制及含酚废水处理等。